# Biogaz

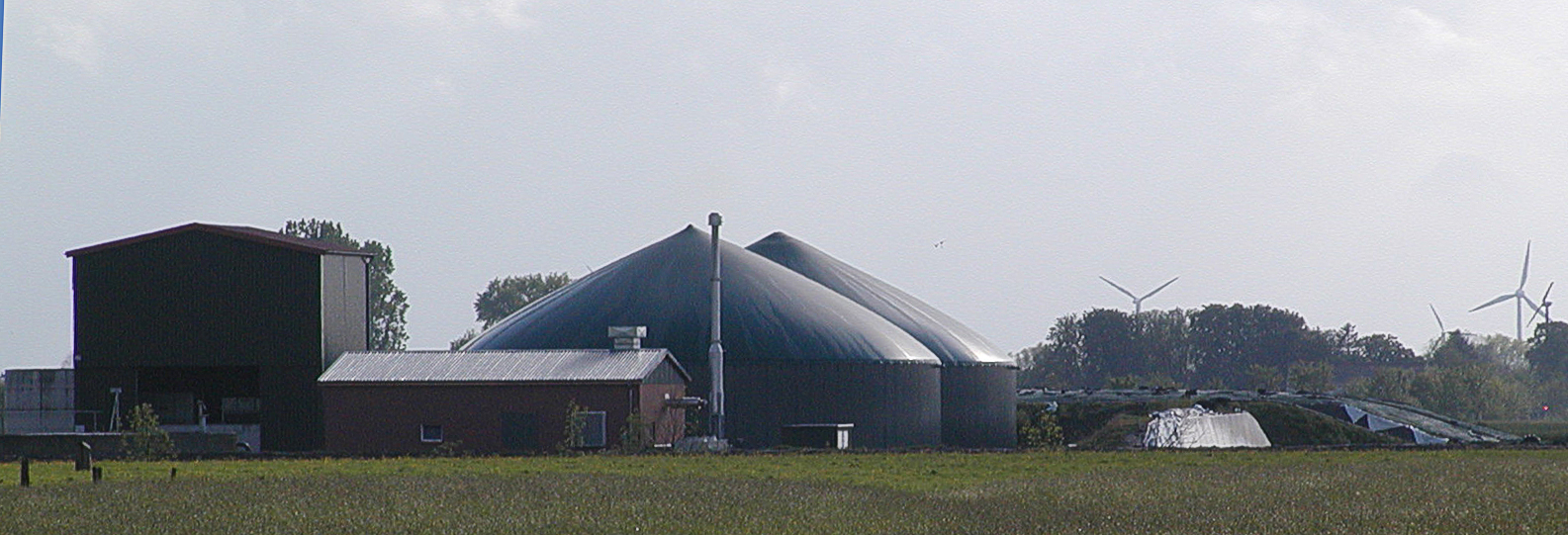
Instalație pentru producere și captare de biogaz

Biogazul este format dintr-un amestec de gaze (metan, hidrogen, dioxid de carbon etc.) de origine biogenă, care iau naștere prin procesele de fermentație sau gazeificare a diferite substanțe organice. Biogazul este considerat combustibil alternativ.
Energia obținută din lanțul biomasă → biogaz → curent electric sau/și agent termic, este energie regenerabilă deoarece dioxidul de carbon eliminat în atmosferă la arderea biogazului provine din dioxidul de carbon asimilat de către plante în perioada de vegetație, respectiv din nutrețurile consumate de animale. Conform protocolului de la Kyoto acest dioxid de carbon este recirculat în circuit închis, spre deosebire de cel provenit din arderea combustibililor fosili (gaz natural, cărbune, țiței) la arderea cărora se degajă dioxid de carbon care a fost asimilat în timpuri preistorice, fiind considerat aport în atmosfera actuală.

## Folosirea biogazului în Europa
| Energie din biogaz în 2006 (GWh) | Energie din biogaz în 2006 (GWh) | Energie din biogaz în 2006 (GWh)     | Energie din biogaz în 2006 (GWh) | Energie din biogaz în 2006 (GWh) |
| Statul                           | Total                            | Gaz din depozite de materii organice | Gaz din stații de epurare        | Alte surse                       |
| -------------------------------- | -------------------------------- | ------------------------------------ | -------------------------------- | -------------------------------- |
| Germania                         | 22 370                           | 6 670                                | 4 300                            | 11 400                           |
| Marea Britanie                   | 19 720                           | 17 620                               | 2 100                            | 0                                |
| Italia                           | 4 110                            | 3 610                                | 10                               | 490                              |
| Spania                           | 3 890                            | 2 930                                | 660                              | 300                              |
| Franța                           | 2 640                            | 1 720                                | 870                              | 50                               |
| Olanda                           | 1 380                            | 450                                  | 590                              | 340                              |
| Austria                          | 1 370                            | 130                                  | 40                               | 1 200                            |
| Danemarca                        | 1 100                            | 170                                  | 270                              | 660                              |
| Polonia                          | 1 090                            | 320                                  | 770                              | 10                               |
| Belgia                           | 970                              | 590                                  | 290                              | 90                               |
| Grecia                           | 810                              | 630                                  | 180                              | 0                                |
| Finlanda                         | 740                              | 590                                  | 150                              | 0                                |
| Cehia                            | 700                              | 300                                  | 360                              | 40                               |
| Irlanda                          | 400                              | 290                                  | 60                               | 50                               |
| Suedia                           | 390                              | 130                                  | 250                              | 10                               |
| Ungaria                          | 120                              | 0                                    | 90                               | 40                               |
| Portugalia                       | 110                              | 0                                    | 0                                | 110                              |
| Luxemburg                        | 100                              | 0                                    | 0                                | 100                              |
| Slovenia                         | 100                              | 80                                   | 10                               | 10                               |
| Slovacia                         | 60                               | 0                                    | 50                               | 10                               |
| Estonia                          | 10                               | 10                                   | 0                                | 0                                |
| Malta                            | 0                                | 0                                    | 0                                | 0                                |
| România                          | 0                                | 0                                    | 0                                | 0                                |
| EU (GWh)                         | 62 200                           | 36 250                               | 11 050                           | 14 900                           |

## În România
Prima stație din România de producere a energiei regenerabile în cogenerare, din biogaz, a fost inaugurată în iulie 2013 la Filipeștii de Pădure, în județul Prahova.